# Distretto di Prešov
Il distretto di Prešov (okres Prešov) è uno dei 79 distretti della Slovacchia, situato nell'omonima regione, nella parte orientale della nazione.
Fino al 1918, il territorio dell'attuale distretto faceva parte della contea ungherese di Šariš.

## Geografia antropica
Il distretto è composto da 2 città e 89 comuni:

### Città
- Prešov
- Veľký Šariš

### Comuni
- Abranovce
- Bajerov
- Bertotovce
- Brestov
- Bretejovce
- Brežany
- Bzenov
- Chmeľov
- Chmeľovec
- Chmiňany
- Chminianska Nová Ves
- Chminianske Jakubovany
- Čelovce
- Červenica
- Demjata
- Drienov
- Drienovská Nová Ves
- Dulova Ves
- Fintice
- Fričovce
- Fulianka
- Geraltov
- Gregorovce
- Haniska
- Hendrichovce
- Hermanovce
- Hrabkov
- Janov
- Janovík
- Kapušany

- Kendice
- Klenov
- Kojatice
- Kokošovce
- Krížovany
- Kvačany
- Lada
- Lažany
- Lemešany
- Lesíček
- Ličartovce
- Lipníky
- Lipovce
- Lúčina
- Ľubotice
- Ľubovec
- Malý Slivník
- Malý Šariš
- Medzany
- Miklušovce
- Mirkovce
- Mošurov
- Nemcovce
- Okružná
- Ondrašovce
- Ovčie
- Petrovany
- Podhorany
- Podhradík
- Proč

- Pušovce
- Radatice
- Rokycany
- Ruská Nová Ves
- Sedlice
- Seniakovce
- Suchá Dolina
- Svinia
- Šarišská Poruba
- Šarišská Trstená
- Šarišské Bohdanovce
- Šindliar
- Široké
- Štefanovce
- Teriakovce
- Terňa
- Trnkov
- Tuhrina
- Tulčík
- Varhaňovce
- Veľký Slivník
- Víťaz
- Vyšná Šebastová
- Záborské
- Záhradné
- Zlatá Baňa
- Žehňa
- Žipov
- Župčany